# Ehemalige Jesuitenkirche zu Unserer Lieben Frau

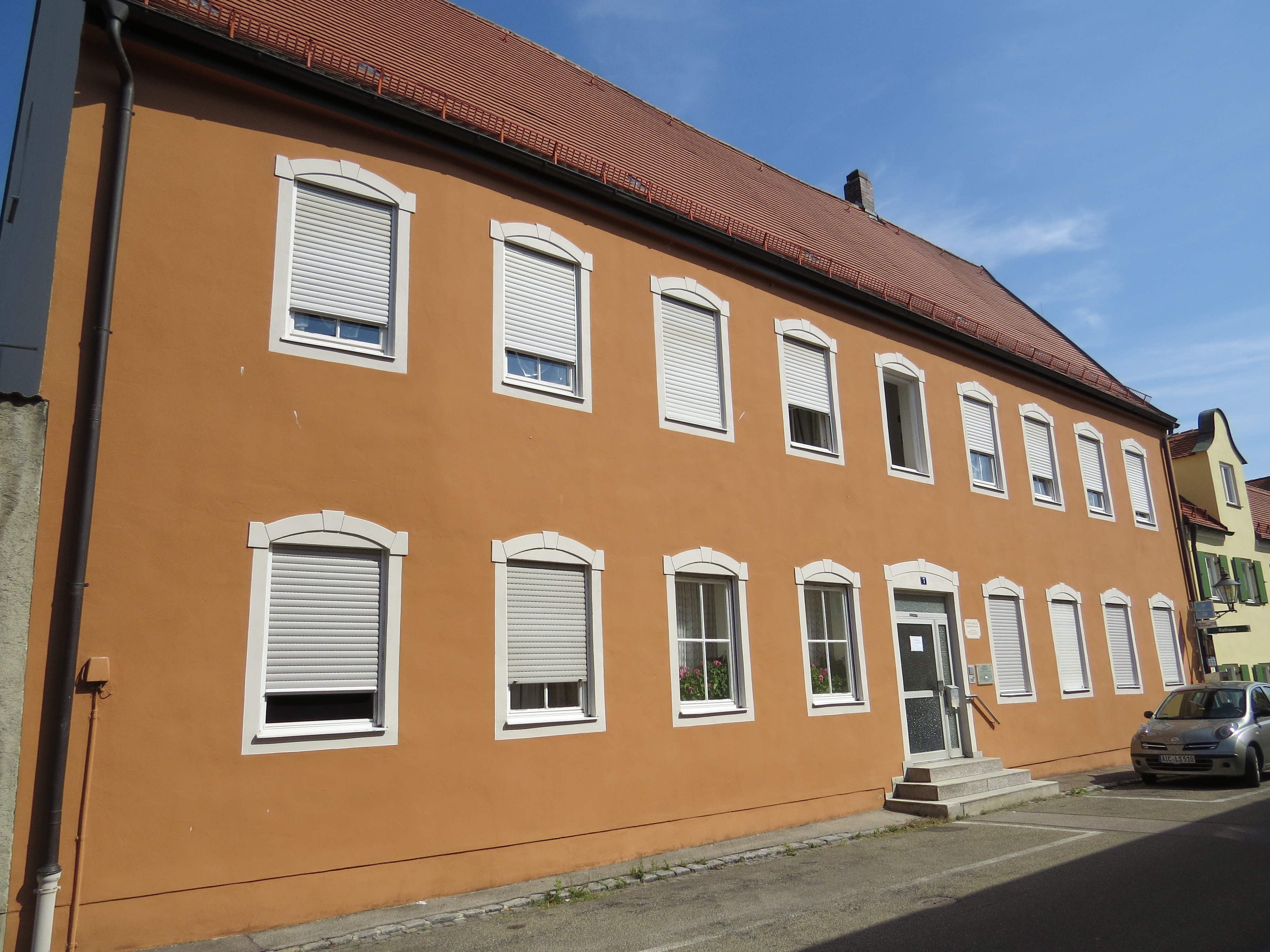
Ehemalige Jesuitenkirche zu Unserer Lieben Frau in der Jesuitengasse 7 in Friedberg (Bayern)

Das Gebäude der ehemaligen Jesuitenkirche zu Unserer Lieben Frau ist ein Baudenkmal in Friedberg (Bayern).

## Geschichte
Nachdem 1587 Oktavian Sekundus und Johann Jakob Fugger für die Jesuiten zwei Häuser in Friedberg erworben hatten, wurde 1588 die Kirche durch den Pater Johann Völk errichtet. Das Gebäude wurde im Dreißigjährigen Krieg zerstört und 1652 wieder aufgebaut. 1666 wurden die Friedberger Besitzungen der Jesuiten verkauft und das Kolleg nach Kissing verlegt. Das Gebäude der Jesuitenkirche wurde nach 1703 erneuert, 1803 umgebaut und ist seit 1875 ein Wohnhaus.

## Baubeschreibung
Das Gebäude in der Jesuitengasse 7 ist ein zweigeschossiger Traufseitbau mit Satteldach. Östlich findet sich der Rest eines ehemaligen Dachreiters.